# لغات ريفية
لغات الريف تعد في بعض التصنيفات، فرعًا من اللهجات الزناتية الأمازيغية( الأمازيغية الشمالية)، في منطقة الريف في المغرب، والتي تشمل تريفيت، إحدى اللهجات الأمازيغيةالرئيسة.
يعتقد روجر بلينش (2006) أن الريفية هي مجموعة لهجات تتكون من الأصناف التالية:
- تريفيت
- الغمارية
- الشاوية
- تيديكلت [الإنجليزية]
- تواتية
- بني سنوس [الإنجليزية]
- الشلفية [الإنجليزية]